# Neno Boban
Neno Boban (17. prosinca 1973.) je hrvatski rukometaš. 
Za seniorsku reprezentaciju igrao je na Mediteranskim igrama 1997. godine.